# Fred Rosser
Frederick Rosser (2 de noviembre de 1983) es un  luchador profesional estadounidense que actualmente trabaja para la New Japan Pro-Wrestling y National Wrestling Alliance, bajo el nombre de Fred Rosser. Rosser trabajó anteriormente para la WWE, bajo el nombre de Darren Young.

## Carrera

### Inicios
Nacido en Union City, Nueva Jersey, Rosser empezó a ver la lucha libre profesional durante los mediados de 1980 y se interesó en convertirse en un luchador profesional cuando era un adolescente, el practicó la lucha libre en varias federaciones como la Backyard Wrestling. Él investigó un número de escuelas de la lucha libre antes de decidir irse sobre el campo de la IWF en West Paterson, Nueva Jersey. Esto se debió en parte a su empleado, cuyo tío era un amigo de un luchador de la formación local, allí en ese momento, y le ayudó a inscribirse en la escuela de lucha libre.
Rosser hizo su debut profesional en 2002 y pasó varios años en el circuito independiente, incluyendo la lucha libre de la Federación de Lucha Libre Independiente y caótica durante su carrera. El 17 de mayo de 2003, ganó su primer título importante al derrotar el Campeonato Peso Pesado de la IWF en Woodland Park, Nueva Jersey y la retuvo durante más de medio año hasta que perdió a Román el 17 de enero de 2004. Fue en un house show en una lucha caótica que fue advertido por primera vez por el promotor Jim Kettner e invitados a competir por la Costa Este Wrestling Association, donde hizo su debut en el verano de 2004. Poco después de entrar en la promoción, Rosser empezó un feudo con Prince Nana en el Atlántico Medio CEPAO Campeonato y, finalmente, lo derrotó por el título en Newark, Delaware el 18 de septiembre de 2004. Perdió el título de Nick Malakai menos de dos meses más tarde.

### World Wrestling Entertainment / WWE (2009-2017)

#### 2010-2012
Debutó en la WWE en el programa NXT el 23 de febrero del 2010, como face, siendo instruido por CM Punk. En su primera lucha fue derrotado por David Otunga. El 13 de abril del 2010 derrotó a Luke Gallows, acompañante de Punk, pero el 18 de mayo del 2010 fue eliminado de NXT. El 7 de junio de 2010 en Raw, Young y los demás rookies de NXT atacaron a John Cena, CM Punk y varios empleados y destrozaron equipos de alrededor del ring. Con esto, Young cambió a Heel. Dos semanas después, fue contratado con los siete otros rookies de la primera temporada de NXT por Vince McMahon. Tras esto, atacaron también a McMahon. Dos semanas después se anunció una 7 on 1 handicap entre The Nexus y John Cena. Tras esto John Cena atacó a Darren Young hasta lesionarlo. Hizo su regreso dos semanas después en Money in the Bank interfiriendo en la lucha por el WWE Championship entre Sheamus y John Cena. En SummerSlam fue el primero en ser eliminado en la lucha que Nexus perdió contra el equipo WWE, siendo derrotado por Daniel Bryan. El 16 de agosto fue expulsado de Nexus al perder su lucha contra Cena. Hizo su regreso tres semanas después, como face, interfiriendo en la lucha entre Wade Barrett y Randy Orton, distrayendo a Barrett,y Orton le aplicó un RKO. Después de la lucha, Orton le aplicó un RKO a Young. Luego desde ese periodo comenzó a luchar en WWE Superstars obteniendo varias victorias. A pesar de todo, fue un participante en la quinta edición de NXT, NXT Redemption, como face y poco después heel y con Chavo Guerrero como pro. Después de que Guerrero fuera despedido de la empresa, hizo una promo contra él y se quedó sin pro.
Fue enviado a SmackDown junto con Titus O´Neil, haciendo pareja durante varias semanas, luego en No Way Out logró ganar una oportunidad por el Campeonato en Parejas de la WWE junto a O´Neil tras derrotar a The Usos, Tyson Kidd & Justin Gabriel, y Primo & Epico, luego de que Abraham Washington los ayudara tras traicionar a Primo y Epico y así ganar la pelea. Continuaron su feudo con Primo & Epico siendo derrotados en Money in the Bank, pero ganando en RAW. En SummerSlam, cobraron su oportunidad por el Campeonato en Parejas de la WWE, frente a Kofi Kingston & R-Truth, perdiendo. Ganaron otra oportunidad por los campeonatos frente a Primo & Epico, pero la perdieron frente a Kane & Daniel Bryan. En WWE Night of Champions participaron en el Pre-Show en una battle royal por una oportunidad por el Campeonato de los Estados Unidos de la WWE, sien ambos eliminados por el ganador Zack Ryder. Participaron en un torneo por nueva oportunidad por el Campeonato en Parejas de la WWE venciendo a Kofi Kingston & R-Truth en primera ronda, pero perdiendo en las semifinales contra Rey Mysterio & Sin Cara. En Survivor Series formó equipo con Titus O´Neil, Tensai, Primo & Epico siendo derrotados por el equipo de Rey Mysterio, Sin Cara, Tyson Kidd, Justin Gabriel & Brodus Clay.

#### 2013-2014

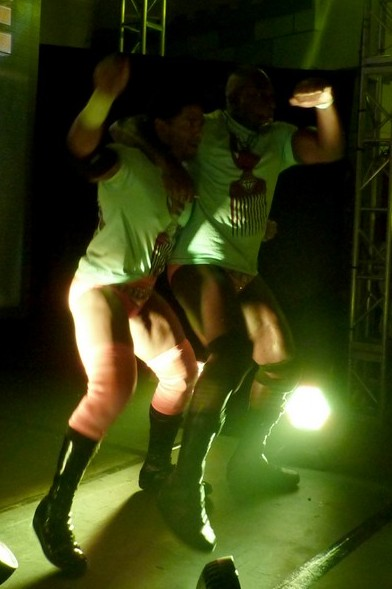
The Prime Time Players en noviembre del 2013

Participó en la edición 2013 del Royal Rumble entrando de número 15, colaborando en la eliminación de Brodus Clay y siendo eliminado por Kofi Kingston. Después, sufrió una lesión en la rodilla que lo mantuvo fuera de acción hasta abril. en los siguientes meses The Prime Time Players comenzaron pequeños feudos con Team Hell No, The Usos y Tons of Funk. Hasta que cambiaron a Face El 19 de agosto en RAW ''Face'' al vencer a Antonio Cesaro y Jack Swagger, empezando con ambos un otro pequeño feudo. En Night of Champions ganaron un Tag team Turmoil Match y se convirtieron en los contendientes al título, sin embargo, perdieron ante The Shield. En septiembre el dúo también se alió con otros luchadores face, sólo para ser castigados por el COO Triple H por haber defendido a Daniel Bryan de ser atacado por The Shield.
El 31 de enero de 2014, después de ser derrotado en parejas contra Ryback y Curtis Axel, O'Neil lo atacó, terminando con la alianza y comenzando un feudo entre ambos. Young derrotó Damien Sandow en la edición del 14 de febrero de SmackDown antes de ser atacado por O'Neil, esto se convirtió en una pelea y dejó la ropa de O'Neil hecha jirones.
En Eliminator Chamber fue derrotado por O'Neil, sin embargo ganó la revancha en Main Event. En WrestleMania 30 participó en un Battle Royal en memoria de Andre The Giant, pero fue eliminado por los tres miembros de 3MB. En un House Show el 12 de abril, cuando se enfrentaba a Fandango, sufrió una lesión de rodilla, en la rotura de ligamentos, quedando inactivo.

#### 2015
Darren Young hizo su regreso en el ring el 20 de diciembre en un evento en vivo de WWE en Winnipeg, después de ocho meses de inactividad. En el 5 de enero de 2015 episodio de Raw, Young apareció con el resto del roster de la WWE en el segmento de apertura. Su regreso oficial llegó en el 16 de febrero episodio de Raw, donde hizo equipo con un luchador local para enfrentarse a The Ascension, pero fueron atacados por ellos antes de que sonara la campana, lo que lleva al excompañero de equipo de Young Titus O'Neil los salvara. Esto provocó el cambio a Face de O'Neil y la reunión de The Prime Time Players. A continuación, en la edición del 23 de febrero de Raw, Young cubrió a uno de los miembros de The Ascensión en una lucha en parejas con O'Neil, siendo esta la primera derrota de Ascensión. participó en la segunda André the Gian Memorial Battle Royal en WrestleMania 31, pero fue eliminado por Ryback.
En el mes de abril y mayo, Darren y Titus imitaron a varios equipos. El 31 de mayo en Elimination Chamber, The Prime Time Players participaron en el Tag Team Elimination Match por el Campeonato en Equipo, sin embargo eran el último equipo en ser eliminado por los ganadores y campeones defensores The New Day (Big E, Kofi Kingston y Xavier Woods). El 1 de junio en Raw The Prime Time Players salvaron a Dolph Ziggler de un ataque de The New Day, esto provocó un combate entre Prime Time y Ziggler contra de The New Day, ganando el equipo de Prime Time. El 14 de junio en Money_in_the_Bank derrotaron a New Day, ganando por primera vez el Campeonatos en Pareja. La noche siguiente hicieron equipo con Neville derrotando a New Day. El 22 de junio derrotaron a The Ascensión. En los siguientes días hicieron equipo con The Lucha Dragons en contra de The New Day y Bo Dallas. El 2 de julio volvieron a derrotar a The Ascensión en SmackDown. El 13 julio en Raw Prime Time Players hicieron equipo con Mark Henry derrotando a The New Day. En Battleground derrotaron a New Day, reteniendo los campeonatos. La noche siguiente en Raw fueron derrotados por Los Matadores por interferencia de New Day. El 6 de agosto en SmackDown volvieron a hacer equipo con Mark Henry derrotando a The New Day. El 17 de agosto The Prime Time Players y The Lucha Dragons derrotando a New Day y Los Matadores. The Prime Time Players perdieron los campeonatos en SummerSlam en un Fatal 4.way match, en donde también participaban Lucha Dragons y Los Matadores. El 3 de septiembre en SmackDown fueron derrotados por The Dudley Boyz. El 7 de septiembre en Raw Darren y Titus hicieron equipo con John Cena derrotaron a The New Day y Seth Rollins. En siguiente Raw fueron derrotados por New Day.
El 22 de diciembre de 2015, surgieron rumores de que Young sufrió una lesión dejándolo fuera de combate. Sin embargo, negó la información a través de Twitter cinco días más tarde, y posteriormente, comenzó a luchar en Superstars contra los gustos de Adam rose.

#### 2016-2017
En Royal Rumble hizo equipo con Damien Sandow enfrentándose a Mark Henry & Jack Swagger, The Dudley Boyz (Bubba Ray & D-Von) y The Ascension, para conseguir un puesto en el Royal Rumble Macht, pero no lograron ganar. En las grabaciones del 2 de febrero de Main Event Prime Time Players volvieron a formar equipo con The Usos derrotando a The Ascension, Stardust y Tyler Breeze .
En WrestleMania 32, Young entró en su tercer Andre The Giant Memorial Battle Royal y estuvo dentro de los tres finales, posteriormente fue el penúltimo eliminado por Kane.
El 5 de mayo en Smackdown, Young decidió cambiar su personaje y su estilo de vida, y nombró a Bob Backlund como su coach de vida, aceptando Backlund con gusto. Su debut con su nuevo personaje fue el 11 de julio en Raw ganando una Battle Royal que buscaba al primer contendiente al Campeonato Intercontinental de The Miz. El 19 de julio en SmackDown, fue enviado a Raw. En Battleground, fue descalificado al negarse en soltar a The Miz mientras le aplicaba un Crossface Chickenwing.
El 1 de agosto, fue derrotado por Titus O'Neil. Tras bastidores, atacó a O'Neil defendiendo a su mentor. después de ese incidente la rivalidad fue cortada inesperadamente, y durante el mes de octubre ha estado derrotando semana a semana a Jinder Mahal en WWE Superstars.
El 19 de diciembre estuvo presente en un segmento de curso de sensibilización, el cual aprobó, a la semana siguiente hizo equipo con Bo Dallas enfrentándose a The Shining Stars, pero fueron atacados por Braun Strowman durante el combate.
El 29 de octubre, Young fue liberado de su contrato.

### Chikara (2018)
El 2 de marzo se anunció que Rosser, junto con los antiguos miembros de The Nexus, Michael Tarver y Justin Gabriel competirían en el torneo de este año de Chikara: King of Trios .

### New Japan Pro-Wrestling (2020-presente)
El 27 de agosto de 2020, se anunció que Rosser hará su debut en New Japan Pro-Wrestling el 4 de septiembre en NJPW Strong, En su primer partido, Rosser se asoció con Alex Zayne para enfrentarse a The DKC y Clark Connors, que Rosser y Zayne ganaron. El 24 de octubre, Rosser se enfrentó a Clark Connors en el primer partido de Connors desde que ganó el Lions Break Crown; Rosser ganó el partido.

### National Wrestling Alliance (2021-presente)
El 23 de marzo de 2021, Rosser hizo su debut en la National Wrestling Alliance, derrotando a Marshe Rockett y Matt Cross para convertirse en el contendiente número uno por el Campeonato Mundial de Televisión de la NWA.

## Vida personal
Rosser asistió a la Union High School en New Jersey, donde jugó al fútbol americano, tanto ofensiva como defensivamente. También jugó durante un año en la Fairleigh Dickinson University, hasta que decidió centrarse en sus estudios y su carrera como luchador. Como sus luchadores favoritos, citó a Shawn Michaels y Ricky Steamboat. El 15 de agosto de 2013, reveló a un fotógrafo de TMZ que es homosexual.

## Campeonatos y logros
- Chaotic Wrestling
  - Chaotic Wrestling New England Championship (1 vez)[6]
  - Chaotic Wrestling Tag Team Championship (1 vez) – con Rick Fuller[7]

- East Coast Wrestling Association
  - ECWA Heavyweight Championship (2 veces)[8]
  - ECWA Mid Atlantic Championship (1 vez)[9]

- Independent Wrestling Federation
  - IWF Heavyweight Championship (2 veces)[10]
  - Commissioner's Cup Tag Team Tournament (2003) - con Hadrian[11]
  - Commissioner's Cup Tag Team Tournament (2004) - con Kevin Knight[11]
  - Commissioner's Cup Tag Team Tournament (2006) - con Franciz[11]
  - Tournament of Champions (2004)[11]

- National Wrestling Superstars
  - NWS Tag Team Championship (1 vez) - con Bulldog Collare

- New Japan Pro Wrestling
  - NJPW Strong Openweight Championship (1 vez)

- Pro Wrestling Illustrated
  - Feudo del año (2010) – con The Nexus vs. WWE[12]
  - Luchador más odiado del año (2010) – con The Nexus[13]
  - Luchador más inspirador del año (2013)
  - Situado en el Nº390 en los PWI 500 de 2004[14]
  - Situado en el Nº327 en los PWI 500 de 2005[15]
  - Situado en el Nº317 en los PWI 500 de 2008[16]
  - Situado en el Nº418 en los PWI 500 de 2009[17]
  - Situado en el Nº197 en los PWI 500 de 2010[18]
  - Situado en el Nº205 en los PWI 500 de 2011[19]
  - Situado en el Nº157 en los PWI 500 de 2012[20]
  - Situado en el Nº89 en los PWI 500 de 2013[21]
  - Situado en el Nº241 en los PWI 500 de 2014[22]
  - Situado en el Nº175 en los PWI 500 de 2015[23]
  - Situado en el Nº189 en los PWI 500 de 2016[24]

- World Wrestling Entertainment
  - WWE Tag Team Championship (1 vez) - con Titus O'Neil
  - Slammy Award for Shocker of the Year (2010) The debut of The Nexus[25]